# Gia Long
Gia Long, cuyo nombre original era  Phuc Anh (Huế, 8 de febrero de 1762-ibídem, 3 de febrero de 1820), fue el fundador y primer emperador de la Dinastía Nguyễn, la última de las dinastías gobernantes del imperio de Vietnam independiente. Es considerado el responsable de la unificación del territorio del actual Vietnam en 1802.

## Biografía
Era sobrino del último Señor de Nguyễn, gobernante del sur de Vietnam. A los quince años debió esconderse debido a las rebeliones Tây Sơn. Se hizo amigo de Pierre Pigneau de Behaine, un sacerdote francés que le ofreció asesoría y convenció al gobierno francés de que le prestasen ayuda para alcanzar el trono. Lo logró y derrotó a la dinastía Tay Son y logró unir a todo Vietnam que se encontraba bajo diversos conflictos de carácter feudal, disputándose territorios. 
Su régimen se caracterizó por un confucionismo ortodoxo. En agradecimiento a la ayuda que le prestaron los franceses, permitió la entrada de misioneros católicos. Movió la capital de Hanói a Hue donde construyó un palacio con fortalezas. Con la ayuda de los franceses consolidó el sistema defensivo vietnamita y logró asentar al país como referente en Indochina. Expulsó a los siameses de Camboya y tomó aquel territorio como territorio vasallo.